# 佐藤大 (編劇)
佐藤大（日语：／ Satō Dai，1969年—），日本男編劇、音樂家、漫畫原作者。出身於埼玉縣。

## 來歷
佐藤大稱，其作家生涯始於為深夜電台節目擔任明信片職人，並渴望成為廣播作家。19歲時，在東放學園就讀期間，他認識了作為特約講師來學校訪問的秋元康，並與其公司SOLD OUT簽訂了合約。在擔任廣播作家後，他以澤田研二的《當這個我消失時》作為作詞家首次亮相。此後，他作為作詞家迅速獲得成功，包括為近藤真彥和電影《七龍珠Z》創作主題曲。約21歲的時候離開Sold Out。當他拿著作詞賺來的錢出國旅行時，他接觸到了英國的俱樂部文化，並受到了極大的啟發。
1992年，他組織了「東京遊戲玩家之夜」（TGNG），這是一項將俱樂部文化和遊戲文化聯繫起來的活動。該團體所進行的活動連結了兩種次文化：漫畫、動畫和遊戲等所謂的御宅文化以及俱樂部場景。在一次活動中遇到了田尻智（後來《寶可夢》的開發者）後，他加入了GAME FREAK一段時間，並參與遊戲《電力小子》的廣告宣傳。他與砂原良德合作的Techno樂團「Stereo Type」專注於Techno作為一種方法論，但旨在與小林亞星和影山浩宣等各種流派的創作者合作。改編專輯《電力小子》也以同名稱發行。
1993年，他與渡邊健吾（KEN=GO→）創立了Techno廠牌「Frogman Records」。佐藤目前就職的策劃公司「Frognation」後來作為同一品牌的延伸而成立。2007年8月，他從Frognation辭職，創立了劇本製作公司「StoryRiders」。
1997年，以《永久家族》作為動畫編劇出道。此後，他為《星際牛仔》和《攻殼機動隊 STAND ALONE COMPLEX》編寫劇本，並於2005年為《交響詩篇艾蕾卡7》首次擔任劇本統籌。該作品最初計劃作為原創機器人遊戲，後來擴展為動畫作品，但佐藤從遊戲計劃之時起就參與了劇本編寫。隔年，同一作品獲得2006年度東京動畫獎編劇獎。2013年，參與電視劇《一幣通關小子：我們的電玩史》的原案、劇本統籌。2023年，他將負責以田尻開發的《精靈寶可夢》為基礎的全新電視動畫的劇本統籌。

## 其他
自2007年11月起，他將不定期發佈自己擔任導航的podcast節目《FLOOR net podcast 佐藤大的正負零±0》，成為了解他價值觀的寶貴媒介。

## 參加作品
粗體字表示劇本統籌作品。

### 動畫
1995年
- 超時空要塞Plus（插入歌作詞）

1997年
- 永久家族（日语：永久家族）（編劇）

1998年
- 星際牛仔（舞台設定、編劇）

2000年
- AMON 惡魔人默示錄（編劇協力）

2002年
- 攻殼機動隊 STAND ALONE COMPLEX（編劇）

2003年
- WOLF'S RAIN（編劇）

2004年
- 攻殼機動隊 S.A.C. 2nd GIG（編劇）
- 混沌武士（編劇）
- 絢爛舞踏祭（編劇）

2005年
- 交響詩篇艾蕾卡7（編劇）

2006年
- 死亡代理人（首席編劇、編劇）
- FREEDOM（編劇）

2007年
- 奔向地球（編劇）
- 超時空要塞F（插入歌作詞）

2008年
- Battle Spirits 少年突破馬神（編劇）

2009年
- 東之伊甸（編劇）

2010年
- 最後一戰：光環傳奇（編劇）

2011年
- 鐵拳：血之復仇（編劇）
- 野良劇！（編劇）

2012年
- 魯邦三世 -名為峰不二子的女人-（編劇）
- 超速變形螺旋傑特（編劇）

2014年
- 宇宙浪子（編劇）
- 風雲維新大將軍（編劇）
- 怪盜Joker（編劇）

2015年
- 怪盜Joker Season 2（編劇）
- 超機動街區 KASHIWA-NO-HA（編劇）

2016年
- 怪盜Joker Season 3（編劇）
- 龍族拼圖（編劇）
- 怪盜Joker Season 4（編劇）

2017年
- 哆啦A夢 (2005年版)（編劇）
- 交響詩篇艾蕾卡7：高度進化1（編劇）

2018年
- 安妮莫奈/交響詩篇艾蕾卡7：高度進化（編劇）

2020年
- 碳變（編劇[9]）
- LISTENERS 聆聽者（故事原案[10]、編劇）
- 攻殻機動隊：SAC_2045（編劇）

2021年
- 言語如蘇打般湧現（編劇[11]）
- 超級騙子（編劇）
- 我的朋友霸王龍（編劇[12][13]）

2022年
- 哆啦A夢：大雄的宇宙小戰爭 2021（編劇）
- 幽零幻鏡（編劇）
- 我們的黎明（編劇）

2023年
- 寶可夢地平線：系列[8]

2024年
- 哆啦A夢：大雄的地球交響樂（編劇協力）
- T·P時光特警（編劇）

2025年
- LAZARUS 拉撒路（編劇）

### 遊戲
1999年
- 空戰奇兵3 電子領域（舞台設定、編劇）

2004年
- 攻殼機動隊 STAND ALONE COMPLEX（編劇）

2005年
- 交響詩篇艾蕾卡7 TR1:NEW WAVE

2006年
- 交響詩篇艾蕾卡7 NEW VISION

2010年
- Scared Rider Xechs

2012年
- 惡靈古堡 啟示（編劇）
- 銀河遊騎兵（編劇）

2015年
- 惡靈古堡 啟示2（編劇）

2021年
- 怪物獵人物語2 ～毀滅之翼～（編劇）

### 漫畫
2005年
- 交響詩篇艾蕾卡7 重力男孩&升力女孩

2006年
- 獅子丸G

2008年
- 柚子復仇記（日语：柚子ペパーミント）（原作）

2015年
- 惡靈古堡：天堂島（日语：バイオハザード〜ヘヴンリーアイランド〜）（編劇）[14]

### 小說
2001年
- 星際牛仔 Cold Memory（著）

2007年
- （構成）
- （與StoryRiders共同著作）由佐藤大翻譯的夢野久作短篇小說。ISBN 9784094510164。

2008年
- （構成）
- （構成）

### 共著
2012年
- [注 1]

### 真人電影
2004年
- CASSHERN（日语：CASSHERN）（編劇）

2020年
- ＃全力手球（日语：＃ハンド全力）（編劇）

### 演出節目
- FLOOR net（日语：FLOOR net） podcast 佐藤大的正負零±0（2007年—）

### 連載
- FLOORnet 佐藤大的正負零±0（2006年—）

### 舞台
- 山田花子演藝生活20週年紀念公演（2008年）

### 電視劇
- 獅子丸G（2006年）企劃協力
- 一幣通關小子：我們的電玩史（2013年）原案、編劇
- 暗之伴走者（日语：闇の伴走者）（2015年）編劇
- 天才兒童MAX hello,（2020年）劇本統籌、世界觀設定

## 腳註

## 外部連結
- 劇本製作公司「StoryRiders」官方網站 （日語）
- podcast 佐藤大的正負零±0 （日語）—podcast節目《FLOOR net（日语：FLOOR net） podcast 佐藤大的正負零±0》的官網日誌。
- IT's Work Style
- 佐藤大的Facebook專頁 （日語）